# Danehill
Danehill (26 marzo 1986-13 maggio 2003) è stato un cavallo di razza purosangue inglese, nato negli Stati Uniti dall'unione di Danzig e di Razyana. Proprietario ed allevatore era il principe Khalid Abdullah.

## Carriera agonistica
Benché Danehill sia stato uno dei migliori elementi della sua generazione, non è passato agli annali come un campione fuori dal comune. Molto regolare, fece nove apparizioni sui campi di gara, con quattro vittorie e quattro piazzamenti.

## Stallone
Nel 1990 Danehill inizia la sua carriera come stallone, che lo renderà celebre, affermandosi rapidamente come il miglior erede di Danzig.
Venduto alle scuderie australiane Arrowfield Stud ed al consorzio irlandese Coolmore (che in seguito diverrà l'unico proprietario), in breve è esploso come eccezionale stallone nei due emisferi, facendo la navetta tra l'Irlanda e l'Australia.  Al termine della sua carriera come riproduttore i suoi figli arriveranno ad essere quasi 2000. Tra essi vi sono 349 "stakes winners" (vincitori di corse importanti), record assoluto. Solo gli 80 suoi eredi, vincitori di corse di Gruppo 1 hanno totalizzato più di 300 milioni di euro di premi, facendo di lui, naturalmente, uno degli stalloni più cari al mondo: nel 2003, anno della sua morte, una sua monta veniva negoziata a partire da 300000 €.
La lista dei campioni nati da Danehill è lunga e si estende per tutto il pianeta:
- Europa

Rock of Gibraltar, Dylan Thomas, Desert King, Aquarelliste, Banks Hill, Westerner, Tiger Hill, George Washington, Oratorio, North Light, Aussie Rules, Wannabe Grand, Indian Danehill, Regal Rose, Mozart, Landseer, Spartacus, Clodovil, Grey Lilas, Horatio Nelson, Rumplestiltskin, Punctilious, Peeping Fawn, Duke of Marmalade...
- Australia

Redoute's Choice, Elvstroem, Danewin, Dane Ripper, Flying Spur, Fairy King Prawn, Ha Ha...
- Hong Kong

Scintillation
I suoi figli si dimostrarono anch'essi degli eccellenti genitori, in particolare Danehill Dancer, Dansili ed i tre migliori stalloni australiani Redoute's Choice, Fastnet Rock ed Encosta de Largo. Infine, si dimostrerà eccellente anche come padre di madri, soprattutto per Kind, una giumenta che ha generato grandi campioni come Frankel ed il campione tedesco Danedream.

## Pedigree
On noterà l'inbreeding (Inincrocio) sulla grande fattrice Natalma.
| Danehill | Padre: Danzig  | Nonno paterno: Northern Dancer | Bisnonno paterno1: Nearctic         | Trisnonno paterno1.1: Nearco         |
| Danehill | Padre: Danzig  | Nonno paterno: Northern Dancer | Bisnonno paterno1: Nearctic         | Trisnonna paterna1.1: Lady Angela    |
| Danehill | Padre: Danzig  | Nonno paterno: Northern Dancer | Bisnonna paterna1: Natalma          | Trisnonno paterno1.2: Native Dancer  |
| Danehill | Padre: Danzig  | Nonno paterno: Northern Dancer | Bisnonna paterna1: Natalma          | Trisnonna paterna1.2: Almahmoud      |
| Danehill | Padre: Danzig  | Nonna paterna: Pas de Nom      | Bisnonno paterno2: Admiral's Voyage | Trisnonno paterno2.1: Crafty Admiral |
| Danehill | Padre: Danzig  | Nonna paterna: Pas de Nom      | Bisnonno paterno2: Admiral's Voyage | Trisnonna paterna2.1: Olympia Lou    |
| Danehill | Padre: Danzig  | Nonna paterna: Pas de Nom      | Bisnonna paterna2: Petitioner       | Trisnonno paterno2.2: Petition       |
| Danehill | Padre: Danzig  | Nonna paterna: Pas de Nom      | Bisnonna paterna2: Petitioner       | Trisnonna paterna2.2: Steady Aim     |
| Danehill | Madre: Razyana | Nonno materno: His Majesty     | Bisnonno materno1: Ribot            | Trisnonno materno1.1: Tenerani       |
| Danehill | Madre: Razyana | Nonno materno: His Majesty     | Bisnonno materno1: Ribot            | Trisnonna materna1.1: Romanella      |
| Danehill | Madre: Razyana | Nonno materno: His Majesty     | Bisnonna materna1: Flower Bowl      | Trisnonno materno1.2: Alibhai        |
| Danehill | Madre: Razyana | Nonno materno: His Majesty     | Bisnonna materna1: Flower Bowl      | Trisnonna materna1.2: Flower Bed     |
| Danehill | Madre: Razyana | Nonna materna: Spring Adieu    | Bisnonno materno2: Buckpasser       | Trisnonno materno2.1: Tom Fool       |
| Danehill | Madre: Razyana | Nonna materna: Spring Adieu    | Bisnonno materno2: Buckpasser       | Trisnonna materna2.1: Busanda        |
| Danehill | Madre: Razyana | Nonna materna: Spring Adieu    | Bisnonna materna2: Natalma          | Trisnonno materno2.2: Native Dancer  |
| Danehill | Madre: Razyana | Nonna materna: Spring Adieu    | Bisnonna materna2: Natalma          | Trisnonna materna2.2: Almahmoud      |